# Коркинский угольный разрез

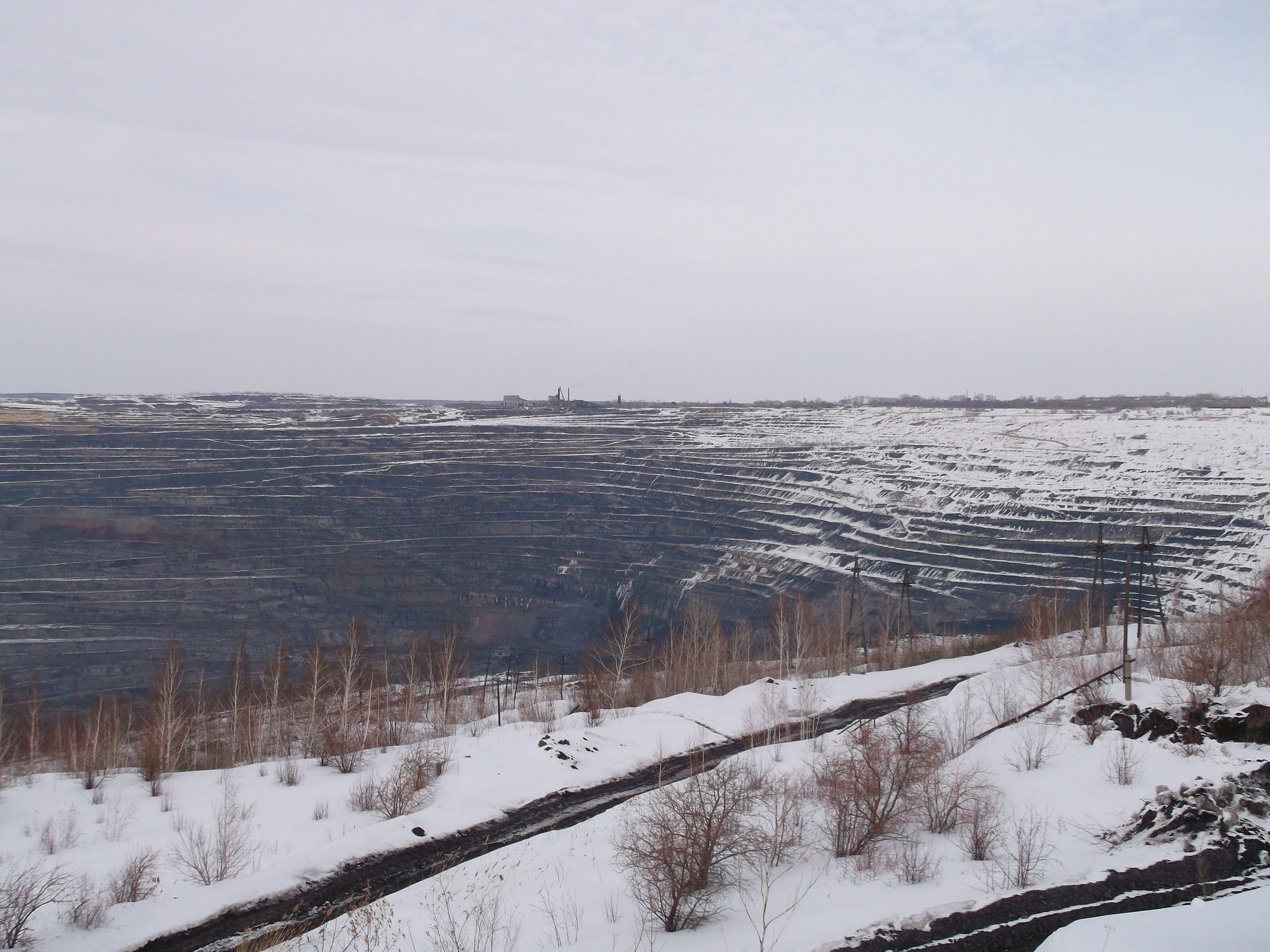
Коркинский угольный разрез, 2012 год

Коркинский угольный разрез — являлся одним из крупнейших разрезов Коркинского угольного месторождения Челябинского буроугольного бассейна, расположенного в пределах Южного Урала. Разработка разреза была начата в 1934 году. Коркинский угольный разрез разрабатывал «Челябинскуголь» Министерства угольной промышленности СССР, после распада СССР принадлежал «Челябинской угольной компании», добывавшей в ней уголь открытым способом. Закрыт в 2017 году.
В 1984 году разрез был награждён орденом Трудового Красного Знамени.

## Местонахождение
Коркинский разрез является самым глубоким в Евразии и вторым в мире по глубине угольным разрезом, глубина более 500 метров. Находится в Челябинской области около города Коркино.
Коркино находится в 35 км к югу от Челябинска, граничит с территорией Копейска, Еткульского и Сосновского районов. Расположен недалеко от автомагистрали Челябинск — Магнитогорск, вблизи железнодорожной ветки Челябинск — Троицк.
Непосредственно у края карьера расположен посёлок Роза.
Коркинское буроугольное месторождение располагается практически в центре Челябинского угольного бассейна. Пласты верхнего триасового периода, представлены были в виде брахисинклинали на площади до 11 км² с углами падения в 10-15° с севера и юга, 45° с востока и 80° с запада. Пласты имеют складчатость и гофрированность, тектонические разрывы с перепадами высот в 15-20 м. В южной части, протяжённостью около 2 км, пласты имели толщину 150—200 м и располагались неглубоко, на остальных участках и в глубину пласты имели расщепления и меньшую толщину. Что позволило вести добычу открытым способом из 10 пластов с глубиной 420 м. Рабочая мощность разреза была 360 м, вскрышная — 310 м. В средней и северной участках месторождения добыча велась Коркинской (на глубине до 440 м) и Чумлянской (на глубине до 260 м) шахтами. Изначальные запасы Коркинского месторождения оценивались в 500 млн тонн, остаточные запасы к 1985 году составляли 130 млн тонн на глубине до 570 м или 280 млн тонн на глубине до 900 м.

## История
Приводится по данным Свободной энциклопедии Урала:
1832 г. — открытие на Южном Урале угольного бассейна.
1843 г. — проведена разведка угля в бассейне реки Увельки, где обнаружен угольный пласт толщиной 72 см.
1908 г. — южнее посёлка Тугайкуль (ныне город Копейск) был вскрыт пласт мощностью 10-13 м и началась добыча угля подземным способом.
1909 г. — началась добыча угля по этому пласту открытым способом.
1919 г. — ежедневно добывалось до 7 000 пудов угля.
1920 г. — было добыто 481 500 тонн угля.
1921 г. — было добыто 501 000 тонн, что составило 50 % всей добычи угля на Урале. Начинается активное строительство шахт как на Копейском, так и на вновь выявленных месторождениях — Коркинском и Еманжелинском.
1931 г. — открыли Коркинское месторождение.
1934 г. — вступил в строй Коркинский разрез.
1936 г. — Вслед за разрезом № 1 в Коркино горностроители приступили к строительству разреза № 2. При строительстве 16 июня 1936 г. был подготовлен и произведен мощный взрыв.
1941 г. — начал работать разрез № 3 в Коркино.
1942 г. — был образован комбинат «Челябинскуголь». В состав комбината «Челябинскуголь» вошли тресты «Челябуголь», «Копейскуголь», «Коркиноуголь», «Еманжелинскуголь» и «Калачевуголь».
1943 г. — вступает в строй разрез № 5.
1970 г. — все шахты и разрезы перешли в прямое подчинение комбинату «Челябинскуголь».
2002 г. — было образовано ОАО «Челябинская угольная компания».
2005 г. — рекордные объёмы добычи угля в постсоветское время, на поверхность подняли 1,2 миллиона тонн угля.
2017 г., 20 ноября — угольный разрез закрыт.

## Параметры карьера
Длина ~ 5,5 км
Ширина ~ 3,5 км
Глубина — 510 метров.

## Продукция
Бурый уголь, относился к группе Б3, с теплотой сгорания 30,5 МДж/кг, после обогащения — 43,1 МДж/кг, с содержанием серы 1,5 % и средней зольностью 37 %, после обогащения — 26 %.

## Основные технологические процессы и оборудование
С 2002 по 2004 г. была реализована идея по совместной отработке Коркинского месторождения углей объединённой производственной структурой — разрезом «Коркинский» и шахтой «Коркинская». Шахта находится на борту угольного разреза, закрыта в 2013 году. Уголь, добываемый в шахте, подается по пройденным уклонам в разрез, а затем конвейерами на объединённую обогатительную фабрику. В результате этого решения резко уменьшилась площадь промплощадки шахты, упростилась технология, ликвидирована обогатительная фабрика на промплощадке шахты, есть возможность северным бортом разреза вскрыть и отработать дополнительно запасы угля в 25-30 млн т. Это мероприятие позволяет отказаться шахте от 20 км поддерживаемых выработок, появляется возможность совместно работать шахте и разрезу 15-17 лет, а затем разрезу ещё 50 лет.
Среднесписочная численность персонала компании 6800 чел.

## Аварии на месторождении
29 ноября 2012 года на Коркинском угольном разрезе произошёл обвал горных пород, среди пострадавших был один горняк, которого удалось спасти. 2 мая 2013 года обвал горной породы привел к ещё одному происшествию. Под завалами оказались шестеро шахтеров. Четверым удалось вовремя выбраться на поверхность, тела двоих горняков нашли через несколько часов спасатели.
16 июля 1936 года — взрыв на Коркинском угольном разрезе при вскрышных работах. Сопровождался эвакуацией города. Мощность составила 1860 тонн в тротиловом эквиваленте. Поднято более 1 млн кубометров грунта.

## Выработка месторождения и закрытие разреза

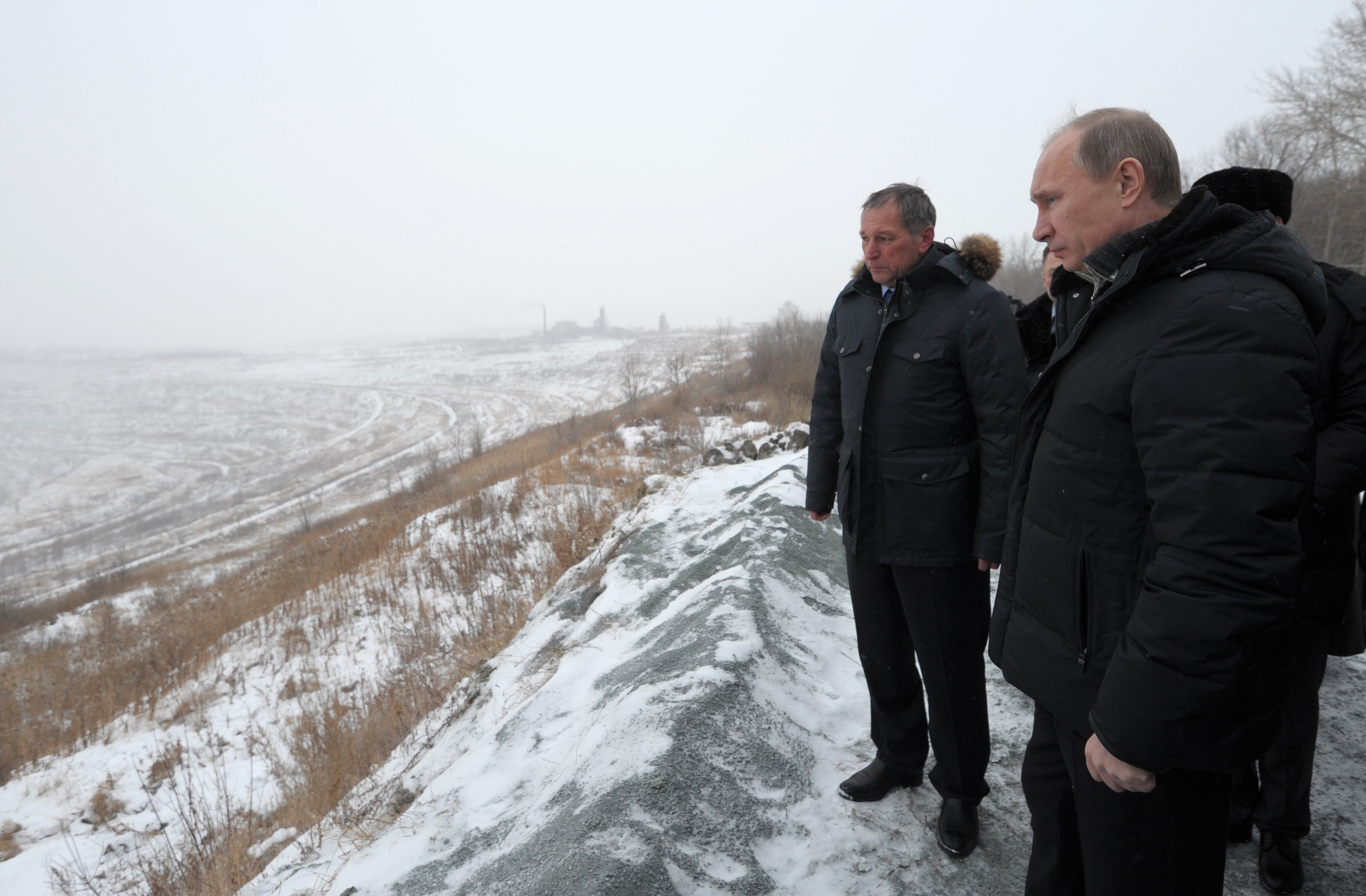
Владимир Путин осматривает Коркинский угольный разрез, 2012 год

С конца 2012 года было принято решение о закрытии разреза. С 17 апреля 2017 года по решению суда с представления Ростехнадзора на 90 суток были приостановлены работы на восточном борте разреза из-за угрозы обвала и оползней. 20 ноября 2017 года Коркинский угольный разрез был закрыт. За время разработки карьера в течение 70 лет было извлечено около 250 млн тонн угля и 1,5 млрд тонн грунта, глубже разведаны запасы ещё около 100 млн тонн угля, но его добыча считается нерентабельной.

### Планы по рекультивации
В 2010-е годы добыча угля в разрезе и шахте прекращена, разрез передан «Русской медной компании» для использования в качестве хвостохранилища строящегося Томинского горно-обогатительного комбината по добыче медной руды и проведения рекультивации. Планируется, что работы по рекультивации закончатся к 2042 году — после них разрез будет представлять собой водоём с озеленёнными берегами.